# 西光院 (川口市)
西光院（さいこういん）は、埼玉県川口市にある真言宗豊山派の寺院。

## 歴史
1573年（天正元年）、叡雅によって開山された。当初は「杉本坊」と称する草庵であったが、1593年（文禄2年）に「青龍山西光院伝福寺」として整備し、不動明王を本尊とした。その後、1624年（寛永元年）、長雅によって中興された。
当寺の入口には、「狐狸妖怪不許入山門」の石碑があり、山門までの間に河童・狐・狸の石像が置かれている。
当寺の本尊は、不動明王で秘仏である。12年に1回酉年に開帳される。

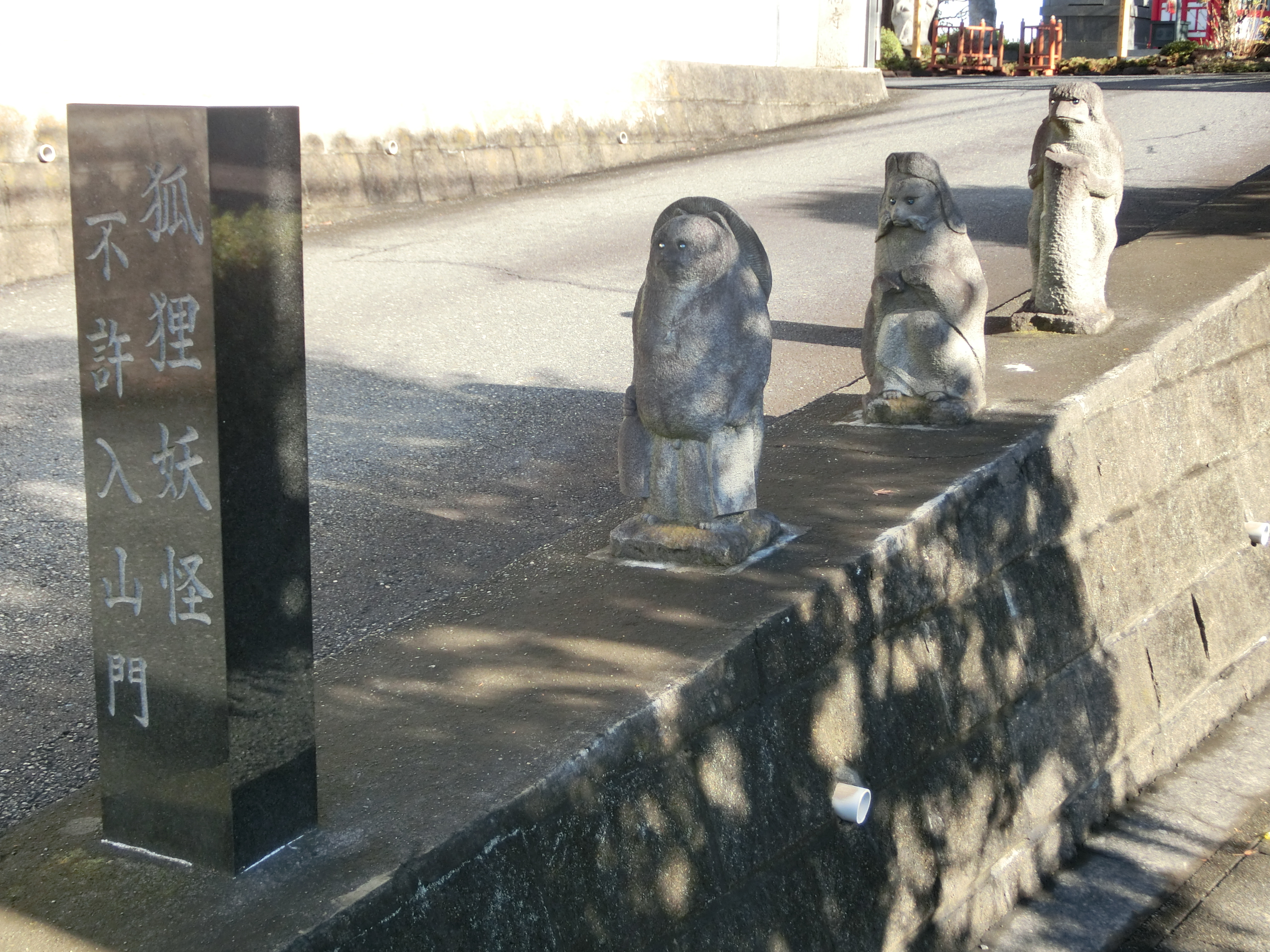
石碑と妖怪像

## 文化財
- 寛永二十年銘山王二十一仏庚申塔（川口市指定有形文化財 平成27年4月1日指定）[3]
- 明和三年銘半鐘（川口市指定有形文化財 平成28年4月21日指定）[4]

## 交通アクセス
- 東川口駅より徒歩7分。